# Sanche III (roi de Pampelune)
Pour les articles homonymes, voir Sanche III.
Sanche III Garcés, dit le Grand, né v. 990 et mort le 18 octobre 1035, est roi de Pampelune entre 1004 et 1035, comte de Sobrarbe et Ribagorce (1018-1035), de Castille, Alava et Monzón (1029-1035). Le royaume des Vascons atteint son apogée sous son règne et devient ainsi le monarque le plus puissant des royaumes chrétiens de la péninsule ibérique pendant le XIe siècle. Son pouvoir s'étend progressivement de la Garonne au Douro, de la frontière orientale de la Galice au comté de Barcelone, mais Huesca et Tudela sont au sud du Royaume.
Sanche le Grand devient le chef de la chrétienté conquérante face au monde musulman que les Arabes appellent le « seigneur des Basques ». On lui attribua parfois le titre de « roi ibérique » (rex Ibericus) ou celui de « roi des Espagnes » (rex Hispaniarum), mais il ne fut jamais « empereur de toute l'Espagne » comme on le trouve parfois dans l'historiographie bien que ce dernier ait revendiqué le titre d'« empereur des Espagnes ».

## Règne
Fils de Garcia III Sanchez dit Le Trembleur et de Jimena Fernandez, fille du comte de Cea. Il accède au trône entre 1000 et 1004, héritant du royaume de Navarre et du comté d'Aragon sous la tutelle d'un conseil de régence composé des évêques et de sa mère.
Pendant son mandat de roi chrétien de Nájera-Pampelune, il réussit sa plus importante extension de territoire, comprenant la quasi-totalité du nord de la péninsule, depuis Astorga jusqu'à Ribagorce dans la réorganisation du royaume. On pense qu'il créa la vicomté du Labourd entre 1021 et 1060 avec Loup-Sanche et Fortun Ier Sanche, avec la résidence de cette vicomté à Bayonne, ainsi que celle du Baztan en 1025. À la mort du duc Sanche Guillaume, duc de Gascogne, le 4 octobre 1032, il tenta d'étendre son autorité sur l'ancien duché de Vasconie entre les Pyrénées et la Garonne mais sans succès.
Du côté nord, les limites du royaume de Navarre sont claires, les Pyrénées (l'hypothèse que l'autorité des rois se serait étendue jusqu'au Baztan, est la plus probable mais non vérifiable avant 1066) et ne se sont pas modifiées. Il n'est pas certain, malgré tout ce qui a été dit, que Sanche III réussira la domination de la Gascogne (l'unique Vasconie de l'époque, c'est-à-dire le territoire entre les Pyrénées et la Garonne dans lequel la population que nous pouvons considérer basque de par la langue était seulement une minorité). Le roi navarrais prétendit succéder en 1032 au Duc de Gascogne, Sanche Guillaume, mort sans descendance, ce qui suffit pour que dans certains documents on cite le royaume de Gascogne. Mais la vérité est que la succession échut à Eudes.
Il avait sa résidence à Nájera et est considéré comme le premier roi pro-européen, étendant ses relations au-delà des Pyrénées, avec le duché de Gascogne et acceptant les nouveaux courants politiques, religieux et intellectuels.
Son règne a coïncidé avec la crise du monde « califéen » qui a débuté à la mort de Al-Mansour et finissant avec le début du  royaume de taïfa. Il chercha à unifier les États chrétiens, aussi bien par des  vassaux que sous son propre commandement.
En 1016 il fixe les frontières entre la Navarre et le comté de Castille et entame une période de relations cordiales entre les deux états, facilités par son mariage avec Munia (fille de Sancho Garcia, comte de Castille, et de Ava de Ribagorce), également connue comme Mayor (Muniadona) de Castille.
De ce mariage naitront Fernando (Fernando Ier  de Castille), Gonzalo (Comte de Sobrarbe et Ribagorce), et les filles Mayor et Jimena (qui deviendra reine de León lors de son mariage avec Bermudo III).
Il profitera des difficultés internes de Sobrarbe et Ribagorce pour faire valoir ses intérêts en tant que descendant de Dadildis de Pallars et mari de Muniadora (nièce de Ava de Ribagorce).
Il fut chargé de la tutelle du comte Garcia de Castille. Sancho III appuya le mariage entre Garcia de Castille et Sancha de León. Lorsque Garcia se rendra à León pour se marier, il sera assassiné en chemin.
Du fait de son mariage avec Munia Mayor de Castille, il revint à Sanche III de régir le destin de la Castille.
À partir de l'année 1030, il régit les terres du comte de Cea, le territoire de Cea entrant sous son influence car la mère de Sanche III était la sœur du comte, Pedro Fernandez, mort vers 1028. À la fin de l'année 1034, Sanche restaure le siège épiscopal de Palentina confié à l'évêque pour l'organisation de celui-ci.
Son lieu d'enterrement est aujourd'hui l'objet de controverses, car le monastère de San Salvador de Oña ainsi que le panthéon des rois de San Isidro (Léon) possèdent des tombes qui sont réputées contenir ses restes, des sources écrites confirmant les deux emplacements; cependant la majorité des historiens considèrent que Sanche est enterré à Oña.

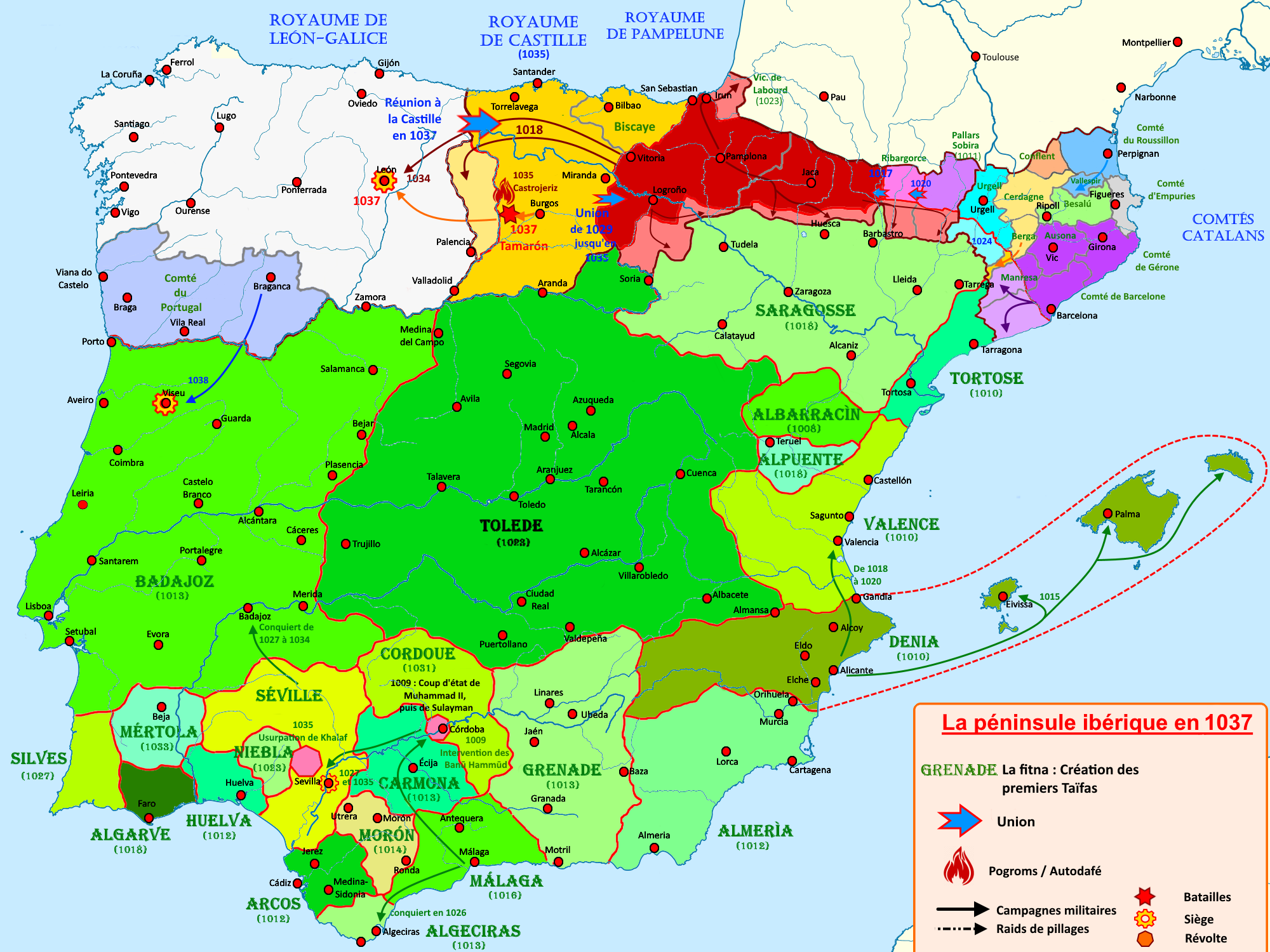
La Navarre de 1002 à 1037.

## Partage entre ses fils

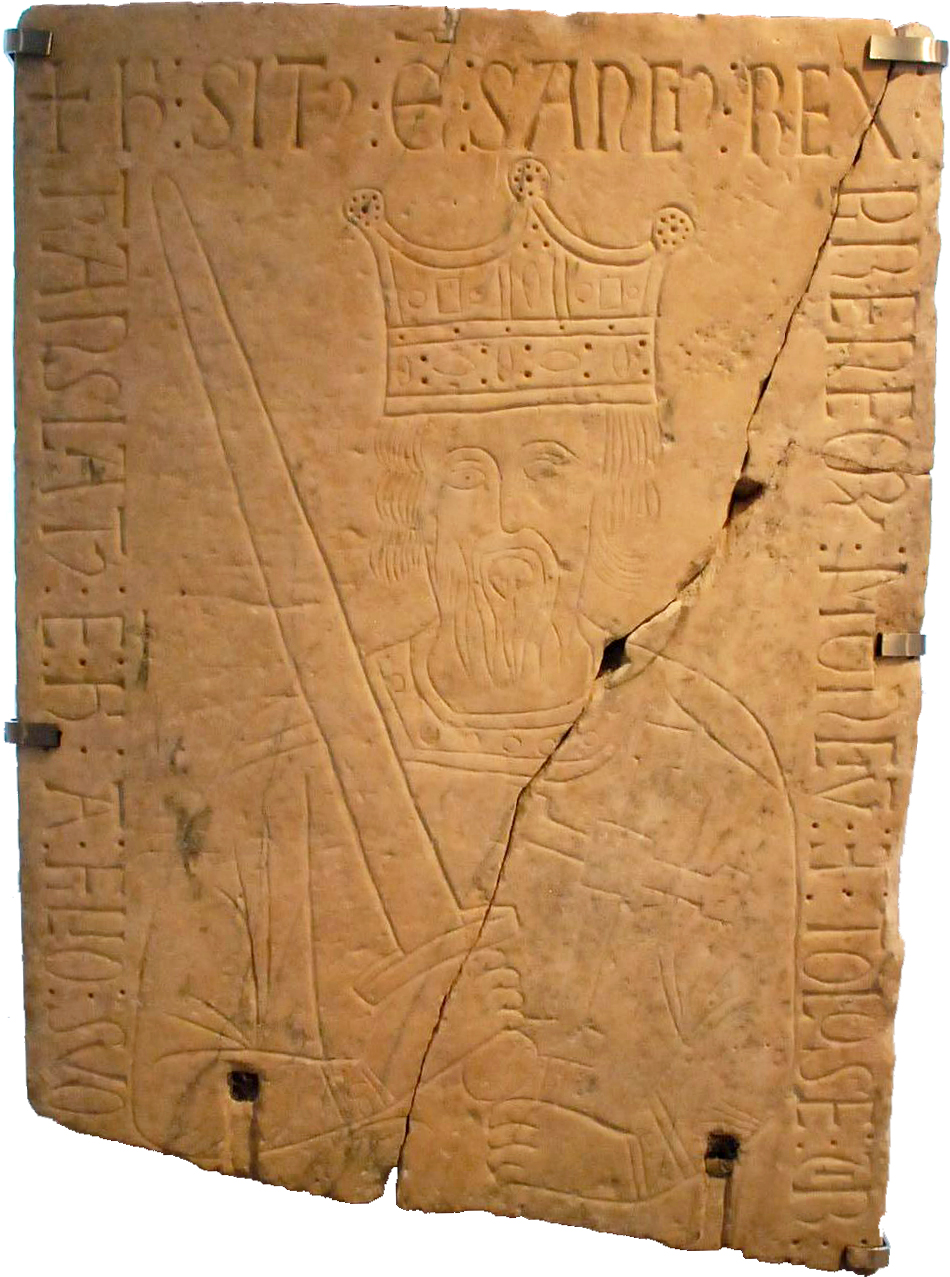
La pierre tombale de Sanche III Garcés au musée de León.

Avant de mourir en 1035, il réalisa un testament selon le droit navarrais dans lequel tout son empire serait transmis à son premier enfant, Garcia, qui gouvernerait directement Pampelune, la province d'Alava, une grande partie du comté de Castille et quelques terres en Aragon. L'administration des autres territoires étant laissée aux autres enfants. Ainsi Fernando obtint une petite partie du comté de Castille, Ramiro reçut des terres en Aragon et en Navarre et Gonzalo celles de Sobrarbe et d'autres éloignées d'Aragon.
Certains auteurs comme Urzainqui soutiennent que Sanche III le Grand n'a rien eu à léguer à son fils Fernando sous forme testamentaire, car le comte de Castille avait déjà obtenu en 1029, directement de son oncle l'infant Garcia, les droits qui revenaient à la mère de celui-ci, Doña Mayor. De fait, Fernando, après la mort de son oncle Garcia Sanchez à Léon, apparaît dans le document comme comte de Castille:
« regnante rex Sancio In Legione et comite Fernando in Castella », « Fredinando Sánchez comitatum gerente », « regnante gratia Dei, principe nostro Sanctio et prolis eis [sic] Fredenandus comes ».
Nonobstant, l'hérédité de Sanche le Grand a été un sujet de polémiques entre historiens, étant donné que certains n'appliquent pas le droit navarrais au dit héritage. Ainsi Lacarra affirme que :

« la certitude est que la tradition juridique pyrénéenne, établie au Xe siècle par la dynastie Sancho Garcés, se fondait précisément sur la non-désintégration du royaume, c'est-à-dire la transmission de tous les territoires au successeur. Ainsi pendant le royaume de Pampelune, les territoires distants comme celui d'Aragon et Najera sont sous les mêmes rênes à la mort de Sancho Garcés! (905-925)[…] ».

## Noces et descendances
Sanche III de Navarre épousa en 1010 Munia Mayor de Castille.
De cette union naquirent :
- García IV de Navarre ;
- Ferdinand Ier de Castille ;
- Gonzalve Ier de Sobrarbe et de Ribagorze, il fut assassiné en 1045 ;
- Ramire ;
- Bernard de Navarre (†1024).

De sa concubine Béatrice d'Aybar ou Aibar, Sanche III eut un fils naturel :
- Ramire Ier d'Aragon, qui fut comte de Jaca puis roi d'Aragon.

Sanche III de Navarre fut tué en 1035, son fils García IV de Navarre lui succéda.

### Sources et bibliographie
- (es) Cet article est partiellement ou en totalité issu de l’article de Wikipédia en espagnol intitulé « Sancho Garcés III de Pamplona » (voir la liste des auteurs).
- Adeline Rucquoi Histoire médiévale de la Péninsule ibérique éditions du Seuil, Point n° H180, Paris 1993  (ISBN 2020129353).
- Béatrice Leroy Histoire du Pays Basque éditions Jean-Paul Gisserot Paris 2005  (ISBN 9782877478304).